# Kjetil Sælen
Kjetil Sælen (Bergen, 21 febbraio 1969) è un ex arbitro di calcio norvegese.

## Carriera
Rappresenta la sezione di AI Arna-Bjørnar. Ha arbitrato, fino al campionato 2011, 80 partite valide per la Tippeligaen.